# Peter Marček
Peter Marček (* 23. prosince 1953) je slovenský podnikatel a nacionalistický politik, v letech 2016 až 2020 poslanec Národní rady SR.

## Životopis
Narodil se v prosinci 1953. Absolvoval střední školu v Moskvě, v roce 1972 ve městě začal studovat mezinárodní vztahy na Vysoké škole diplomatické. Poté se vrátil na Slovensko, kde začal studovat na právo a oženil se. Poté podnikal v oblasti cestovního ruchu, po sametové revoluci se stal vlastníkem několika restaurací, později podnikal ve stavebnictví.
V únoru 2008 byl zvolen prezidentem Slovenského zápasnického svazu.

### Politická kariéra
V roce 2002 stál u zrodu subjektu Hnutie za demokraciu. Krátce po jeho vzniku se stal předsedou krajské rady hnutí v Bratislavském kraji. V roce 2011 zakládal Stranu občanov Slovenska, za kterou kandidoval v parlamentních volbách v roce 2012. Strana však získala jen 0,15 % hlasů. V roce 2015, asi rok před parlamentními volbami v roce 2016, Marček nabídl převzetí této strany podnikateli Borisu Kollárovi. Ten nabídku přijal a strana se tak přejmenovala na Sme rodina. Marček v těchto volbách následně kandidoval na 4. místě kandidátní listiny strany a byl zvolen poslancem Národní rady SR.
Po volbách se Marček stal členem výboru pro kulturu a média a předsedou jedné ze stálých delegací NR SR. Již v prvních týdnech po zvolení začal mít Marček rozpory s vedením strany Sme rodina a spolu s Martinou Šimkovičovou a Rastislavem Holúbkem byl vyloučen ze strany a jejího poslaneckého klubu. V červenci 2016 uvedl, že chce založit novou stranu.
Během svého mandátu navštívil v roce 2018 Krym a v roce 2019 Doněckou lidovou republiku.
V prosinci 2018 Marček opětovně vstoupil do subjektu Hnutie za demokraciu, načež nechal změnit jeho název na HLAS ĽUDU. V parlamentních volbách v roce 2020 kandidoval na 2. místě kandidátní listiny strany. Získal 465 preferenčních hlasů, ale celý subjekt získal pouhých 0,06 % hlasů a Marček tak mandát poslance Národní rady neobhájil.
Na podzim 2020 spoluorganizoval protivládní demonstraci, na které vystupovali někteří poslanci ĽSNS. V březnu 2021 poté část bývalých straníků ĽSNS, kteří ze strany odešli v lednu 2021, převzala Marčekovu stranu HLAS ĽUDU a přejmenovali ji na hnutí Republika. Předsedou strany se stal Milan Uhrík, Marček ve straně působil i nadále jako člen předsednictva, například v květnu 2021 pomáhal se stranickou demonstrací proti vládě Eduarda Hegera. V roce 2022 byl Marček z hnutí vyloučen, načež Marček představitele hnutí označil jako neonacisty. V srpnu 2022 měl Marček usilovat o vznik strany s názvem Hlas republiky.
V roce 2025 Marček převzal marginální stranu KARMA, který byla založena o necelé dva roky dříve pro účely parlamentních voleb v roce 2023. Marček se stal předsedou této strany, načež ji přejmenoval na nový název ve znění Jednota Slovanov.